# گرمای شهر
مخمصه در شهر (انگلیسی: City Heat) فیلمی در ژانر جنایی و زوج هنری به کارگردانی ریچارد بنجامین است که در سال ۱۹۸۴ منتشر شد.

## بازیگران
- کلینت ایستوود
- برت رینولدز
- جین الکساندر
- مدلین کان
- ریپ تورن
- ایرنه کارا
- ریچارد راوندتری
- تونی لو بیانکو
- تب ثکر
- ویلیام ساندرسون
- نیکولاس ورث
- رابرت داوی
- جان هنکاک
- جک نانس
- آرت لافلئور
- همیلتون کمپ